# Zjawisko elektrokinetyczne
Zjawiska elektrokinetyczne – zjawiska, w których istnieje możliwość ścięcia ruchomej części podwójnej warstwy elektrycznej z naładowanej powierzchni cząsteczki, którą może być ciało stałe, ciecz lub pęcherzyk gazu w wymiarach skali nano lub mikro (zob. potencjał elektrokinetyczny, potencjał dzeta, potencjał ζ).
Jeśli pole elektryczne jest przyłożone stycznie wzdłuż naładowanej powierzchni, wtedy siła jest wywierana na obie części podwójnej warstwy elektrycznej. Naładowana powierzchnia (plus związany z nią materiał) ma tendencję do ruchu we właściwym kierunku, podczas gdy jony w ruchliwej części podwójnej warstwy elektrycznej wykazują saldo migracji w przeciwnym kierunku, niosąc wraz z nimi rozpuszczalnik, powodując jego przepływ. Odwrotnie, pole elektryczne jest wytworzone, gdy naładowana powierzchnia i część dyfuzyjna podwójnej warstwy elektrycznej poruszają się względem siebie. Siłą wywołującą ruch cząsteczek lub cieczy może być pole elektryczne, gradient stężeń, grawitacja czy gradient ciśnienia

Wyróżniane są cztery główne zjawiska elektrokinetyczne:
- Elektroforeza - ruch naładowanych powierzchni i związanego z nimi materiału (np. rozpuszczony lub zawieszony w rozpuszczalniku materiał) względem nieruchomej cieczy spowodowany przyłożonym polem elektrycznym,
- Elektroosmoza - ruch cieczy względem nieruchomej naładowanej powierzchni (np. kapilarny lub porowaty korek, membrana) spowodowany przyłożonym polem elektrycznym (tj. uzupełnienie elektroforezy). Ciśnienie potrzebne do zrównoważenia przepływu elektroosmotycznego jest nazywane ciśnieniem elektroosmotycznym,
- Potencjał przepływu - pole elektryczne, które jest wytwarzane kiedy ciecz przepływa wzdłuż nieruchomej naładowanej powierzchni (tj. odwrotność elektroosmozy),
- Potencjał sedymentacji - pole elektryczne jest wytworzone, gdy naładowane cząsteczki poruszają się względem nieruchomej cieczy (tj. przeciwieństwo elektroforezy).

Elektroforeza ma największe praktyczne zastosowanie, przez co jest badana bardzo intensywnie w różnych swoich formach, podczas gdy elektroosmoza i potencjał przepływu stosunkowo rzadko, a potencjał sedymentacji najrzadziej ze zjawisk elektrokinetycznych, ze względu na trudności doświadczalne.